# Лада (богиња)
Лада — богиња лета, љубави и лепоте из старословенске митологије. По веровању старих Словена она живи у другом свету званом Ириј до пролећа, када се буди носећи са собом пролеће.
Име богиње Лада се први пут спомиње у периоду ренесансе, када су словенски историчари, под утицајем њихових француских, италијанских, немачких колега почели да показују јак интерес за античку митологију. Неки од њих, посебно чешки и пољски историчари покушавају изградити заборављени словенски пантеон богова.

## Настанак мита
Како су многи обичаји требало да буду објашњени, а није се знало како су настали, током ренесансе многи аутори прибегавају претпоставкама. Тако су узречице из народних песама попут Ладо и Ледо, за које се није знало шта значе, али се знало да песме које их помињу садрже остатке паганизма, постала имена за поједина словенска божанства. Први пут Ладу помиње Јан Длугош (1415—1480) у свом летопису. Касније су први романтичарски митолози проучавајући изворе, домишљали многе митове о Лади попут Андреја Каисарова и Сергеја Глинке (1774—1847). Касније приче о Лади улазе у књижевност и обогаћују се тумачењима.

## Изглед
Лада се представља као девојка дуге златне косе у коју је каткад уплетен венац од житног класја, што симболизује њену функцију божанства плодности чинећи је тако аспектом Мајке Влажне Земље. На њеним грудима каткад се налазио и симбол Сунца, знак животодавне моћи. Као богиња плодности Лада има своје годишње циклусе што показује веровање да она борави у боравишту мртвих све до пролећне равнодневнице.

## Особине
Лада је словенска богиња љубави и лепоте која се међу другим народима појављује као Фреја, Изис, Афродита и многе друге. Лада наводно живи у Ирију, свету богова и мртвих, све до пролећа, када излази и почиње период када она влада земљом. На крају лета она се поново враћа у Ириј. Иако њена владавина почиње 21. марта, Лада је, пре свега, богиња лета. Ладине животиње су петао, јелен, мрав и орао, док су њене биљке трешња, маслачак, липа и божур. Осим планете Венере, Лади одговара и сазвежђе Бика.

## Обичаји
Познат је и обред ладарице који се у Србији врши под именом краљице. Основне одлике овог ритуала описао је Вук Караџић:
На дан Свете Тројице окупи се група од десетак младих девојака од којих је једна обучена као краљица, друга као краљ, а трећа као барјактар. Краљица седне на столицу док око ње игра коло преосталих девојака, а краљ и барјактар играју сами за себе. На овај начин краљице иду од куће до куће тражећи девојке за удају. Још једна одлика ритуала који се врше у част Ладе јесте прескакање ватре.